# Maki Kaji
Maki Kaji (en nihongo: 鍜治 真起, Kaji Maki; Sapporo, 8 de octubre de 1951-Tokio, 10 de agosto de 2021) fue un editor y empresario japonés, el presidente de Nikoli, un fabricante de juegos de ingenio. Es ampliamente conocido como «el padre del sudoku» por su papel en la popularización del juego de números.

## Primeros años
Nació en Sapporo, Hokkaido, 8 de octubre de 1951. Su padre trabajaba como ingeniero en una empresa de telecomunicaciones; su madre era empleada en una tienda de kimonos. Kaji asistió a la escuela secundaria Shakujii en su ciudad natal. Posteriormente estudió literatura en la Universidad de Keiō, pero la abandonó durante su primer año. Después de una sucesión de trabajos que incluyeron ser ayudante de carretera, camarero y obrero de la construcción, comenzó un negocio editorial.

## Carrera profesional
En 1980 lanzó una revista trimestral de rompecabezas en 1980 llamada Nikoli, junto con dos amigos de su infancia. El nombre de la revista surgió en honor a un caballo de carreras que había ganado la carrera Guineas Stakes 2000 de 1980 en Irlanda. Tres años después, fundó una empresa con el mismo nombre. La revista, principal producto de la empresa, creció hasta llegar a tener 50 000 lectores trimestrales.
El juego de números Sudoku apareció en los primeros números de Nikoli. Su interés por los juegos de ingenio se despertó después de encontrarlo en 1984 bajo el título "Number Place". Formuló el nombre «Sudoku» mientras luchaba por llegar a una carrera de caballos. Lo acortó de Suuji wa dokushin ni kagiru (los números deben ser únicos) a instancias de sus compañeros. Después de que el juego se extendió a Gran Bretaña y Estados Unidos, se volvió tremendamente popular.
También inventó o introdujo otros juegos de ingenio, como Masyu. Renunció como director de Nikoli en julio de 2021.

## Vida personal
Estuvo casado con Naomi hasta su muerte. Juntos tuvieron dos hijos.
Falleció el 10 de agosto de 2021 en su casa de Tokio, a los sesenta y nueve años, de cáncer de vías biliares.